# Liste des gares de Basse-Normandie
La liste des gares de Basse-Normandie, est une liste des gares ferroviaires, haltes ou arrêts, situées dans l'ancienne région de Basse-Normandie.
Liste non exhaustive

## Calvados
Liste, actuellement non exhaustive, des gares ferroviaires du département du Calvados

### Gares en service dans le Calvados
| Nom                                    | Localisation                       | Année d'ouverture | Ligne(s)                                                      | Services | Image |
| -------------------------------------- | ---------------------------------- | ----------------- | ------------------------------------------------------------- | --- | ----- |
| Audrieu (halte)                        | 49° 12′ 58″ nord, 0° 35′ 45″ ouest | 1858              | Mantes-la-Jolie - Cherbourg                                   | TER Basse-Normandie                                                                                          |       |
| Bayeux                                 | 49° 16′ 11″ nord, 0° 41′ 53″ ouest | 1858              | Mantes-la-Jolie - Cherbourg                                   | Intercités Normandie TER Basse-Normandie TER Bretagne Fret SNCF                                              |       |
| Blonville-sur-Mer - Benerville (halte) | 49° 19′ 53″ nord, 0° 02′ 10″ est   | 1882              | Mézidon - Trouville-Deauville                                 | TER Basse-Normandie                                                                                          |       |
| Bretteville - Norrey (halte)           | 49° 12′ 58″ nord, 0° 35′ 45″ ouest | 1858              | Mantes-la-Jolie - Cherbourg                                   | TER Basse-Normandie                                                                                          |       |
| Caen                                   | 49° 10′ 35″ nord, 0° 20′ 52″ ouest | 1857              | Mantes-la-Jolie - Cherbourg                                   | TGV Intercités Normandie TER Basse-Normandie TER Bretagne TER Haute-Normandie TER Pays de la Loire Fret SNCF |       |
| Coulibœuf (halte)                      | 48° 55′ 25″ nord, 0° 05′ 54″ ouest | 1859              | Le Mans - Mézidon                                             | TER Basse-Normandie                                                                                          |       |
| Dives - Cabourg                        | 49° 17′ 12″ nord, 0° 06′ 28″ ouest | 1879              | Mézidon - Trouville-Deauville                                 | TER Basse-Normandie                                                                                          |       |
| Dives-sur-Mer-Port-Guillaume (halte)   | 49° 17′ 28″ nord, 0° 06′ 02″ ouest | 1998              | Mézidon - Trouville-Deauville                                 | TER Basse-Normandie                                                                                          |       |
| Frénouville - Cagny (halte)            | 49° 08′ 28″ nord, 0° 15′ 37″ ouest | 1855              | Mantes-la-Jolie - Cherbourg                                   | TER Basse-Normandie                                                                                          |       |
| Grand-Jardin (halte)                   | 49° 09′ 02″ nord, 0° 13′ 37″ est   | 1858              | Lisieux à Trouville - Deauville                               | TER Basse-Normandie                                                                                          |       |
| Houlgate (halte)                       | 49° 18′ 00″ nord, 0° 04′ 38″ ouest | 1882              | Mézidon - Trouville-Deauville                                 | TER Basse-Normandie                                                                                          |       |
| Lisieux                                | 49° 08′ 17″ nord, 0° 13′ 53″ est   | 1855              | Mantes-la-Jolie - Cherbourg Lisieux - Trouville-Deauville     | TGV Intercités Normandie TER Basse-Normandie TER Haute-Normandie                                             |       |
| Lison                                  | 49° 13′ 37″ nord, 1° 03′ 01″ ouest | 1858              | Mantes-la-Jolie - Cherbourg Lison - Lamballe                  | Intercités Normandie TER Basse-Normandie TER Bretagne                                                        |       |
| Mézidon                                | 49° 04′ 15″ nord, 0° 04′ 30″ ouest | 1855              | Mantes-la-Jolie - Cherbourg Le Mans - Mézidon                 | Intercités TER Basse-Normandie TER Haute-Normandie TER Pays de la Loire Fret SNCF                            |       |
| Molay-Littry (halte)                   | 49° 14′ 57″ nord, 0° 52′ 54″ ouest | 1858              | Mantes-la-Jolie - Cherbourg                                   | TER Basse-Normandie                                                                                          |       |
| Moult - Argences (halte)               | 49° 06′ 40″ nord, 0° 11′ 10″ ouest | 1855              | Mantes-la-Jolie - Cherbourg                                   | TER Basse-Normandie Fret SNCF                                                                                |       |
| Pont-l'Évêque                          | 49° 17′ 14″ nord, 0° 11′ 31″ est   | 1858              | Lisieux à Trouville - Deauville                               | Intercités Normandie TER Basse-Normandie                                                                     |       |
| Saint-Pierre-sur-Dives (halte)         | 49° 01′ 24″ nord, 0° 02′ 27″ ouest | 1859              | Le Mans - Mézidon                                             | TER Basse-Normandie TER Pays de la Loire                                                                     |       |
| Saint-Sever (halte)                    | 48° 50′ 37″ nord, 1° 03′ 08″ ouest | 1870              | Argentan - Granville                                          | TER Basse-Normandie                                                                                          |       |
| Trouville - Deauville                  | 49° 21′ 35″ nord, 0° 05′ 04″ est   | 1863              | Mézidon - Trouville-Deauville Lisieux à Trouville - Deauville | Intercités Normandie TER Basse-Normandie                                                                     |       |
| Vendeuvre - Jort (marchandises)        | 48° 58′ 40″ nord, 0° 05′ 21″ ouest |                   | Le Mans - Mézidon                                             | Fret SNCF |       |
| Villers-sur-Mer (halte)                | 49° 18′ 58″ nord, 0° 00′ 35″ est   | 1882              | Mézidon - Trouville - Deauville                               | TER Basse-Normandie                                                                                          |       |
| Vire                                   | 48° 50′ 49″ nord, 0° 52′ 51″ ouest | 1867              | Argentan - Granville                                          | Intercités Normandie TER Basse-Normandie                                                                     |       |

### Gares fermées ou désaffectées dans le Calvados
Liste des gares ayant existé dans le département du Calvados. Ne sont pas répertoriées dans ce tableau :
- les stations du réseau des chemins de fer du Calvados ;
- les stations du tramway de Pont-l'Évêque à Glos-Montfort par Cormeilles.

| Nom                                    | Localisation | Ouverture               | Fermeture                                               | Ligne(s)                                                                 | Destination actuelle   | Image |
| -------------------------------------- | ------------ | ----------------------- | ------------------------------------------------------- | ------------------------------------------------------------------------ | ---------------------- | ----- |
| Argences                               |              | 1912                    | 1931                                                    | Chemin de fer d'Argences                                                 |                        |       |
| Aunay - Saint-Georges                  |              | 1886                    | 1938 (voyageurs) 1972 (marchandises)                    | Caen - Vire                                                              |                        |       |
| Basseneville (halte)                   |              | 1881                    | 1938                                                    | Caen - Dozulé - Putot                                                    |                        |       |
| Bény-Bocage - Carville                 |              | 1891                    | 1938                                                    | Caen - Vire                                                              |                        |       |
| Bernières                              |              | 1876                    | 1952                                                    | Caen à la mer                                                            | Office du tourisme     |       |
| La Besace                              |              | 1891                    | 1938                                                    | Caen - Vire                                                              |                        |       |
| Beuvron-en-Auge                        |              | 1879                    | 1938                                                    | Mézidon - Trouville-Deauville                                            |                        |       |
| Bissières (halte)                      |              | 1879                    | 1938                                                    | Mézidon - Trouville-Deauville                                            |                        |       |
| Le Breuil - Blangy                     |              | 1858                    |                                                         | Lisieux - Trouville-Deauville                                            |                        |       |
| Brucourt - Varaville (halte)           |              | 1879                    | 1938                                                    | Mézidon - Trouville-Deauville                                            |                        |       |
| Bures (halte)                          |              | 1881                    | 1938                                                    | Caen - Dozulé-Putot                                                      |                        |       |
| Cambes                                 |              | 1875                    | 1952                                                    | Caen à la mer                                                            |                        |       |
| Caen-Clopée (marchandises)             |              |                         |                                                         | Chemin de fer minier – Société métallurgique de Normandie – Port de Caen | Détruite               |       |
| Caen-Saint-Julien                      |              | 1938                    | 1952                                                    | Caen à la mer                                                            | Détruite               |       |
| Caen-Saint-Martin                      |              | 1875                    | 1952                                                    | Caen à la mer                                                            | Bâtiment administratif |       |
| Canapville - Saint-Martin              |              | 1863                    |                                                         | Lisieux - Trouville-Deauville                                            |                        |       |
| Carpiquet                              |              | 1858                    |                                                         | Mantes-la-Jolie - Cherbourg                                              |                        |       |
| Chapelle-la-Délivrande                 |              | 1875                    | 1952                                                    | Caen à la mer                                                            | Détruite               |       |
| La Chapelle-Yvon                       |              | 1873                    |                                                         | La Trinité-de-Réville - Lisieux                                          |                        |       |
| Clécy-Bourg                            |              | 1873                    |                                                         | Caen - Cerisy-Belle-Étoile                                               |                        |       |
| Colombelles-SMN (marchandises)         |              |                         |                                                         | Chemin de fer minier – Société métallurgique de Normandie – Port de Caen | Détruite               |       |
| Condé-sur-Noireau                      |              | 1868                    | 1979                                                    | Caen - Cerisy-Belle-Étoile                                               |                        |       |
| Courseulles                            |              | 1876                    | 1952                                                    | Caen à la mer                                                            | Cinéma                 |       |
| Courtonne-la-Meurdrac                  |              | 1855                    |                                                         | Mantes-la-Jolie - Cherbourg                                              |                        |       |
| Couvrechef                             |              | Vers 1879               | 1952                                                    | Caen à la mer                                                            | Détruite               |       |
| Crouay                                 |              | 1858                    |                                                         | Mantes-la-Jolie - Cherbourg                                              |                        |       |
| Démouville (halte)                     |              | 1881                    | 1938                                                    | Caen - Dozulé-Putot                                                      |                        |       |
| Douvres-la-Délivrande                  |              | 1875                    | 1952                                                    | Caen à la mer                                                            |                        |       |
| Dozulé - Putot                         |              | 1879                    | 1938 (voyageurs) 1969 (marchandises)                    | Mézidon - Trouville-Deauville Caen - Dozulé-Putot                        | École                  |       |
| Falaise                                |              | 1859                    | 1953                                                    | Coulibœuf - Falaise Falaise - Berjou                                     | Détruite               |       |
| La Ferrière-Harang (halte)             |              | 1891                    | 1938                                                    | Caen - Vire                                                              |                        |       |
| Feuguerolles - Saint-André             |              | 1873                    | 1979                                                    | Caen - Cerisy-Belle-Étoile                                               |                        |       |
| Fierville-les Parcs                    |              | 1858                    |                                                         | Lisieux - Trouville-Deauville                                            |                        |       |
| Fresné-la-Mère                         |              | 1859                    |                                                         | Le Mans - Mézidon                                                        |                        |       |
| Giberville (halte)                     |              | 1881                    | 1938                                                    | Caen - Dozulé-Putot                                                      | Non détruite           |       |
| Glos (halte)                           |              | 1873                    |                                                         | La Trinité-de-Réville - Lisieux                                          |                        |       |
| Gonneville - Saint-Vaast (halte)       |              | 1884                    |                                                         | Mézidon - Trouville-Deauville                                            |                        |       |
| La Graverie                            |              | 1891                    | 1938                                                    | Caen - Vire                                                              |                        |       |
| Grimbosq (halte)                       |              | 1873                    | 1979                                                    | Caen - Cerisy-Belle-Étoile                                               |                        |       |
| Honfleur                               |              | 1862                    | 1971                                                    | Pont-l'Évêque à Honfleur                                                 |                        |       |
| Hotot (halte)                          |              | 1879                    | 1938                                                    | Mézidon - Trouville-Deauville                                            |                        |       |
| Isigny-sur-Mer                         |              | 1881                    |                                                         | Neuilly-la-Forêt - Isigny-sur-Mer                                        |                        |       |
| Jurques                                |              | 1891                    | 1938                                                    | Caen - Vire                                                              |                        |       |
| La Lande-Clécy                         |              | 1873                    |                                                         | Caen - Cerisy-Belle-Étoile                                               | Gîte rural             |       |
| Langrune                               |              | 1876                    | 1952                                                    | Caen à la mer                                                            |                        |       |
| Le Lion-d'Or - Croissanville           |              | 1879                    | 1938                                                    | Mézidon - Trouville-Deauville                                            |                        |       |
| Livarot                                |              | 1881                    |                                                         | Sainte-Gauburge - Mesnil-Mauger                                          |                        |       |
| Les Loges-Saulces (arrêt)              |              | 1938                    |                                                         | Falaise - Berjou                                                         |                        |       |
| Louvigny (halte)                       |              | 1886                    | 1938                                                    | Caen - Vire                                                              |                        |       |
| Luc-sur-Mer                            |              | 1875                    | 1952                                                    | Caen à la mer                                                            | École de musique       |       |
| Magny-le-Freule (halte)                |              | 1879                    | 1938                                                    | Mézidon - Trouville-Deauville                                            |                        |       |
| La Maladrerie (halte)                  |              | 1877                    | 1970                                                    | Caen à la mer                                                            |                        |       |
| Martigny                               |              | 1874                    | 1938                                                    | Falaise - Berjou                                                         |                        |       |
| Mathieu                                |              | 1875                    | 1952                                                    | Caen à la mer                                                            |                        |       |
| Méry-Corbon (halte)                    |              | 1879                    | 1938                                                    | Mézidon - Trouville-Deauville                                            |                        |       |
| Le Mesnil-Durand (halte)               |              | 1881                    |                                                         | Sainte-Gauburge - Mesnil-Mauger                                          |                        |       |
| Le Mesnil-Guillaume (halte)            |              | 1873                    |                                                         | La Trinité-de-Réville - Lisieux                                          |                        |       |
| Mesnil-Mauger                          |              | 1855                    |                                                         | Mantes-la-Jolie - Cherbourg Sainte-Gauburge - Mesnil-Mauger              |                        |       |
| Le Mesnil-Villement - Pont-des-Vers    |              | 1874                    | 1938                                                    | Falaise - Berjou                                                         | Détruite               |       |
| Ménil-Vin                              |              | 1874                    | 1938                                                    | Falaise - Berjou                                                         | Habitation privée      |       |
| Mézidon (halte)                        |              | 1879                    | 1938                                                    | Mézidon - Trouville-Deauville                                            |                        |       |
| Mondrainville (halte)                  |              | 1886                    | 1938                                                    | Caen - Vire                                                              |                        |       |
| Mutrécy                                |              | 1873                    | 1970                                                    | Caen - Cerisy-Belle-Étoile                                               |                        |       |
| Neuilly                                |              | 1858                    |                                                         | Mantes-la-Jolie - Cherbourg Neuilly-la-Forêt - Isigny-sur-Mer            |                        |       |
| Noyers                                 |              | 1886                    | 1938 (voyageurs) 1972 (marchandises)                    | Caen - Vire                                                              |                        |       |
| Orbec                                  |              | 1873                    |                                                         | La Trinité-de-Réville - Lisieux                                          |                        |       |
| Orbiquet - Launay (halte)              |              | 1873                    |                                                         | La Trinité-de-Réville - Lisieux                                          |                        |       |
| Le Pont-du-Vey (halte)                 |              | 1881                    |                                                         | Neuilly-la-Forêt - Isigny-sur-Mer                                        | Non détruite           |       |
| Quetteville                            |              | 1862                    | 1971                                                    | Pont-l'Évêque à Honfleur Évreux-Embranchement à Quetteville              | Habitation             |       |
| La Rivière-Saint-Sauveur               |              | 1896                    | 1971                                                    | Pont-l'Évêque à Honfleur                                                 | Habitation             |       |
| Saint-André-d'Hébertot                 |              | 1862                    | 1971                                                    | Pont-l'Évêque à Honfleur                                                 | Habitation             |       |
| Saint-Aubin-sur-Mer                    |              | 1876                    | 1952                                                    | Caen à la mer                                                            |                        |       |
| Saint-Julien-le-Faucon                 |              | 1881                    |                                                         | Sainte-Gauburge - Mesnil-Mauger                                          |                        |       |
| Saint-Martin-de-Bienfaite              |              | 1873                    |                                                         | La Trinité-de-Réville - Lisieux                                          |                        |       |
| Saint-Martin-de-Mailloc                |              | 1873                    |                                                         | La Trinité-de-Réville - Lisieux                                          |                        |       |
| Saint-Martin-de-Mieux (halte)          |              | 1874                    | 1938                                                    | Falaise - Berjou                                                         |                        |       |
| Saint-Pierre-de-Mailloc (halte)        |              | 1873                    |                                                         | La Trinité-de-Réville - Lisieux                                          |                        |       |
| Saint-Rémy-sur-Orne                    |              | 1873 1991 (touristique) | 1970 (voyageurs) 1979 (marchandises) 1993 (touristique) | Caen - Cerisy-Belle-Étoile                                               | Détruite               |       |
| Sainte-Foy-de-Montgommery              |              | 1881                    |                                                         | Sainte-Gauburge - Mesnil-Mauger                                          |                        |       |
| Sannerville - Bannevile (halte)        |              | 1881                    | 1938                                                    | Caen - Dozulé-Putot                                                      |                        |       |
| Touques - Saint-Arnoult                |              | 1863                    |                                                         | Lisieux - Trouville-Deauville                                            |                        |       |
| Tourgéville (halte)                    |              | 1882                    |                                                         | Mézidon - Trouville-Deauville                                            |                        |       |
| Troarn                                 |              | 1881                    | 1938                                                    | Caen - Dozulé-Putot                                                      | Détruite               |       |
| Croisilles - Harcourt / Thury-Harcourt |              | 1873                    | 1970                                                    | Caen - Cerisy-Belle-Étoile                                               |                        |       |
| Verson                                 |              | 1886                    | 1938 (voyageurs) 1972 (marchandises)                    | Caen - Vire                                                              |                        |       |
| Villers-Bocage                         |              | 1886                    | 1938 (voyageurs) 1972 (marchandises)                    | Caen - Vire                                                              |                        |       |

## Manche
Liste, actuellement non exhaustive, des gares ferroviaires du département de la Manche

### Gares en service dans la Manche
| Nom                                | Localisation                       | Année d'ouverture | Ligne(s)                                     | Services                                                                            | Image |  |
| ---------------------------------- | ---------------------------------- | ----------------- | -------------------------------------------- | ----------------------------------------------------------------------------------- | ----- |  |
| Avranches                          | 48° 41′ 25″ nord, 1° 22′ 12″ ouest | 1878              | Lison - Lamballe                             | TER Basse-Normandie TER Bretagne                                                    |       |  |
| Barneville (touristique)           | 49° 22′ 34″ nord, 1° 45′ 24″ ouest | 1894              | Port-Bail - Carteret                         | Train touristique du Cotentin                                                       |       |  |
| Carantilly - Marigny (halte)       | 49° 04′ 05″ nord, 1° 14′ 40″ ouest | 1878              | Lison - Lamballe                             | TER Basse-Normandie                                                                 |       |  |
| Carentan                           | 49° 18′ 08″ nord, 1° 14′ 42″ ouest | 1858              | Mantes-la-Jolie - Cherbourg                  | Intercités Normandie TER Basse-Normandie                                            |       |  |
| Carteret (touristique)             | 49° 22′ 47″ nord, 1° 47′ 06″ ouest | 1894              | Port-Bail - Carteret                         | Train touristique du Cotentin                                                       |       |  |
| Chef-du-Pont - Sainte-Mère (halte) | 49° 23′ 04″ nord, 1° 20′ 39″ ouest | 1858              | Mantes-la-Jolie - Cherbourg                  | TER Basse-Normandie                                                                 |       |  |
| Cherbourg                          | 49° 38′ 00″ nord, 1° 37′ 17″ ouest | 1858              | Mantes-la-Jolie - Cherbourg                  | Intercités Normandie TER Basse-Normandie Fret SNCF                                  |       |  |
| Condé-sur-Vire (marchandises)      | 49° 03′ 08″ nord, 1° 02′ 32″ ouest | 1892              | Saint-Lô - Guilberville                      | Fret SNCF                                                                           |       |  |
| Coutances                          | 49° 02′ 34″ nord, 1° 26′ 30″ ouest | 1878              | Lison - Lamballe                             | TER Basse-Normandie TER Bretagne                                                    |       |  |
| Équeurdreville (marchandises)      |                                    |                   | Cherbourg - Urville-en-Hague                 | Fret SNCF                                                                           |       |  |
| Folligny                           | 48° 49′ 48″ nord, 1° 24′ 27″ ouest | 1870              | Ligne Argentan - Granville Lison - Lamballe  | Intercités Normandie TER Basse-Normandie TER Bretagne Fret SNCF                     |       |  |
| Granville                          | 48° 50′ 18″ nord, 1° 35′ 15″ ouest | 1870              | Argentan - Granville                         | Intercités Normandie TER Basse-Normandie TER Haute-Normandie TER Bretagne Fret SNCF |       |  |
| Lison                              | 49° 13′ 37″ nord, 1° 03′ 01″ ouest | 1858              | Mantes-la-Jolie - Cherbourg Lison - Lamballe | Intercités Normandie TER Basse-Normandie TER Bretagne                               |       |  |
| Pont-Hébert (halte)                | 49° 09′ 45″ nord, 1° 07′ 36″ ouest | 1860              | Lison - Lamballe                             | TER Basse-Normandie                                                                 |       |  |
| Pontorson - Mont-Saint-Michel      | 48° 33′ 09″ nord, 1° 30′ 18″ ouest | 1878              | Lison - Lamballe                             | TER Basse-Normandie TER Bretagne                                                    |       |  |
| Port-Bail (touristique)            | 49° 20′ 15″ nord, 1° 41′ 33″ ouest | 1894              | Port-Bail - Carteret                         | Train touristique du Cotentin                                                       |       |  |
| Saint-Lô                           | 49° 07′ 00″ nord, 1° 06′ 00″ ouest | 1860              | Lison - Lamballe                             | Intercités Normandie TER Basse-Normandie                                            |       |  |
| Valognes                           | 49° 30′ 19″ nord, 1° 28′ 48″ ouest | 1858              | Mantes-la-Jolie - Cherbourg                  | Intercités Normandie TER Basse-Normandie Fret SNCF                                  |       |  |
| Villedieu-les-Poêles               | 48° 50′ 03″ nord, 1° 13′ 34″ ouest | 1870              | Argentan - Granville                         | Intercités Normandie TER Basse-Normandie TER Haute-Normandie Fret SNCF              |       |  |

### Gares fermées ou désaffectées dans la Manche
| Nom                                 | Localisation | Ouverture | Fermeture                     | Ligne(s)                                                           | Destination actuelle      | Image |
| ----------------------------------- | ------------ | --------- | ----------------------------- | ------------------------------------------------------------------ | ------------------------- | ----- |
| Gare d'Airel                        |              | 1860      |                               | Lison - Lamballe                                                   |                           |       |
| Angoville (halte)                   |              | 1884      | 1970                          | Coutances - Sottevast                                              |                           |       |
| Anneville-Bourg (halte)             |              | 1886      | 1950                          | Valognes - Barfleur                                                |                           |       |
| Auvers                              |              | 1894      | 1971                          | Carentan - Carteret                                                |                           |       |
| Bagatelle (halte)                   |              | 1911      | 1950                          | Cherbourg - Barfleur                                               |                           |       |
| Barenton - Le Teilleul              |              | 1893      |                               | Domfront - Pontaubault                                             |                           |       |
| Barfleur                            |              | 1886      | 1950                          | Cherbourg - Barfleur                                               |                           |       |
| Baupte                              |              | 1894      | 1971 (V) 1991 (M)             | Carentan - Carteret                                                |                           |       |
| Le Becquet (halte)                  |              | 1911      | 1950                          | Cherbourg - Barfleur                                               |                           |       |
| Belval                              |              | 1878      |                               | Lison - Lamballe                                                   |                           |       |
| Bretteville-en-Saire                |              | 1911      | 1950                          | Cherbourg - Barfleur                                               |                           |       |
| Bricquebec                          |              | 1884      | 1970 (V) 1987 (M)             | Coutances - Sottevast                                              |                           |       |
| Cametours (halte)                   |              | 1878      |                               | Lison - Lamballe                                                   |                           |       |
| Canisy                              |              | 1878      |                               | Lison - Lamballe                                                   |                           |       |
| Carneville - Théville (halte)       |              | 1911      | 1950                          | Cherbourg - Barfleur                                               |                           |       |
| Cherbourg-CFM                       |              | 1911      | 1950                          | Cherbourg - Barfleur                                               | Gare routière             |       |
| Cherbourg-Maritime                  |              | 1933      |                               | Embranchement de Cherbourg-Maritime                                | Cité de la Mer            |       |
| Coutances (CFM)                     |              | 1909      | 1932                          | Coutances - Lessay par Coutainville                                | Détruite                  |       |
| Couville                            |              | 1858      |                               | Mantes-la-Jolie - Cherbourg                                        |                           |       |
| Cérences                            |              | 1879      |                               | Lison - Lamballe                                                   | Non détruite              |       |
| Denneville (halte)                  |              | 1889      | 1976                          | Carentan - Carteret                                                |                           |       |
| Ducey                               |              | 1889      |                               | Domfront - Pontaubault                                             |                           |       |
| Fermanville                         |              | 1911      | 1950                          | Cherbourg - Barfleur                                               |                           |       |
| Les Flamands                        |              | 1911      | 1950                          | Cherbourg - Barfleur                                               |                           |       |
| Fontenay - Milly                    |              | 1889      |                               | Domfront - Pontaubault                                             |                           |       |
| Fresville                           |              | 1858      |                               | Mantes-la-Jolie - Cherbourg                                        |                           |       |
| Gatteville                          |              | 1911      | 1950                          | Cherbourg - Barfleur                                               |                           |       |
| Gourfaleur (Halte)                  |              | 1892      | 1938                          | Saint-Lô - Guilberville - Embranchement                            |                           |       |
| La Haye-Pesnel                      |              | 1879      |                               | Lison - Lamballe                                                   |                           |       |
| La Haye-du-Puits                    |              | 1884      | 1976 (V) 1987 (M)             | Coutances - Sottevast Carentan - Carteret                          |                           |       |
| Hudimesnil                          |              | 1879      |                               | Lison - Lamballe                                                   |                           |       |
| Isigny-le-Buat                      |              | 1889      |                               | Domfront - Pontaubault                                             | Non détruite              |       |
| Lessay                              |              | 1884      | 1970 (V) 1987 (M)             | Coutances - Sottevast                                              | Non détruite              |       |
| Lessay (CFM)                        |              | 1909      | 1932                          | Coutances - Lessay par Coutainville                                |                           |       |
| Lestre - Quinéville                 |              | 1886      | 1948                          | Valognes - Barfleur                                                |                           |       |
| Lithaire (halte)                    |              | 1894      | 1976                          | Carentan - Carteret                                                | Non détruite              |       |
| Les Loges-Marchis - Landivy         |              | 1894      | 1938                          | Saint-Hilaire-du-Harcouët - Fougères                               |                           |       |
| La Mancelière sur Vire              |              | 1892      | 1938                          | Saint-Lô - Guilberville-Embranchement                              |                           |       |
| Martinvast                          |              | 1858      |                               | Mantes-la-Jolie - Cherbourg                                        | Détruite                  |       |
| Maupertus (halte)                   |              | 1911      | 1950                          | Cherbourg - Barfleur                                               |                           |       |
| Les Maures                          |              |           |                               | Vire - Romagny                                                     | Non détruite              |       |
| La Meauffe (halte)                  |              | 1860      |                               | Lison - Lamballe                                                   | Détruite                  |       |
| Millières (halte)                   |              | 1884      | 1970                          | Coutances - Sottevast                                              |                           |       |
| Montebourg-Ville                    |              | 1886      | 1948                          | Valognes - Barfleur                                                |                           |       |
| Montebourg                          |              | 1858      | 1948 (CFN)                    | Mantes-la-Jolie - Cherbourg Saint-Martin-d'Audouville - Montebourg | Détruite                  |       |
| Montfarville (halte)                |              | 1858      | 1948 (CFN)                    | Mantes-la-Jolie - Cherbourg Saint-Martin-d'Audouville - Montebourg | Désaffectée               |       |
| Montviron                           |              | 1879      | 1976                          | Lison - Lamballe                                                   | Habitation                |       |
| Morsalines (halte)                  |              | 1886      | 1948                          | Valognes - Barfleur                                                | Désaffectée               |       |
| Mortain - Bion                      |              | 1889      |                               | Domfront - Pontaubault                                             |                           |       |
| Mortain - Le Neufbourg              |              | 1887      | 1997                          | Vire - Romagny                                                     | Non détruite              |       |
| Néhou                               |              | 1884      | 1970                          | Coutances - Sottevast                                              | Non détruite - Habitation |       |
| Néville                             |              | 1911      | 1950                          | Cherbourg - Barfleur                                               |                           |       |
| Orval - Hyenville                   |              | 1879      |                               | Lison - Lamballe                                                   |                           |       |
| Pontaubault                         |              | 1878      |                               | Lison - Lamballe Domfront - Pontaubault                            | Détruite                  |       |
| Pont-d'Oir                          |              | 1889      |                               | Domfront - Pontaubault                                             | Habitation                |       |
| Périers-en-Cotentin                 |              | 1884      | 1970 (V) 1987 (M)             | Coutances - Sottevast                                              |                           |       |
| Quénanville                         |              | 1911      | 1950                          | Cherbourg - Barfleur                                               |                           |       |
| Quettehou - Le-Vast                 |              | 1886      | 1948                          | Valognes - Barfleur                                                |                           |       |
| Quettreville                        |              | 1879      |                               | Lison - Lamballe                                                   | Non détruite              |       |
| Rauville (halte)                    |              | 1911      | 1950                          | Cherbourg - Barfleur                                               |                           |       |
| Réville                             |              | 1886      | 1950                          | Cherbourg - Barfleur                                               |                           |       |
| Rocheville (halte)                  |              | 1884      |                               | Coutances - Sottevast                                              |                           |       |
| Romagny                             |              | 1889      |                               | Domfront - Pontaubault Vire - Romagny                              | Habitation                |       |
| Saint-Clémens                       |              |           |                               | Vire - Romagny                                                     | Non détruite              |       |
| Saint-Cyr - Saint-Georges           |              | 1893      |                               | Domfront - Pontaubault                                             |                           |       |
| Saint-Georges-de-la-Rivière (halte) |              | 1889      | Train touristique du Cotentin | Carentan - Carteret                                                |                           |       |
| Saint-Germain-de-Tournebut (halte)  |              | 1886      | 1948                          | Valognes - Barfleur                                                |                           |       |
| Saint-Hilaire-du-Harcouët           |              | 1889      | 1948                          | Domfront - Pontaubault Saint-Hilaire-du-Harcouët - Fougères        |                           |       |
| Saint-Jores                         |              | 1894      | 1976                          | Carentan - Carteret                                                |                           |       |
| Saint-Lô-d'Ourville (halte)         |              | 1889      | 1971                          | Carentan - Carteret                                                |                           |       |
| Saint-Planchers                     |              | 1870      |                               | Argentan - Granville                                               |                           |       |
| Saint-Martin-d'Audouville           |              | 1886      | 1948                          | Valognes - Barfleur                                                |                           |       |
| Saint-Pierre-Église                 |              | 1911      | 1950                          | Cherbourg - Barfleur                                               |                           |       |
| Saint-Sauveur-Le-Vicomte            |              | 1884      | 1970 (V) 1987 (M)             | Coutances - Sottevast                                              |                           |       |
| Saint-Sauveur-Lendelin              |              | 1884      | 1970 (V) 1987 (M)             | Coutances - Sottevast                                              |                           |       |
| Saint-Sauveur-de-Pierrepont (halte) |              | 1884      | 1970                          | Coutances - Sottevast                                              |                           |       |
| Saint-Vaast-la-Hougue               |              | 1886      | 1950                          | Valognes - Barfleur                                                |                           |       |
| Servon - Tanis                      |              | 1878      |                               | Lison - Lamballe                                                   |                           |       |
| Sottevast                           |              | 1858      |                               | Mantes-la-Jolie - Cherbourg Coutances - Sottevast                  | Détruite                  |       |
| Sourdeval                           |              |           |                               | Vire - Romagny                                                     | Non détruite              |       |
| Tamerville (halte)                  |              | 1886      | 1948                          | Valognes - Barfleur                                                |                           |       |
| Tocqueville - Gouberville           |              | 1911      | 1950                          | Cherbourg - Barfleur                                               |                           |       |
| Torigni - Saint-Amand               |              | 1892      | 1989                          | Saint-Lô - Guilberville - Embranchement                            |                           |       |
| Tourlaville (Voir Le Becquet)       |              | 1911      | 1950                          | Cherbourg - Barfleur                                               |                           |       |
| Urville-en-Hague                    |              |           |                               |                                                                    |                           |       |
| Valognes-Ville                      |              | 1886      | 1948                          | Valognes - Barfleur                                                |                           |       |
| Valcanville - Anneville             |              | 1886      | 1950                          | Cherbourg - Barfleur                                               |                           |       |
| Varouville - Rhétoville             |              | 1911      | 1950                          | Cherbourg - Barfleur                                               |                           |       |

## Orne
Liste, actuellement non exhaustive, des gares ferroviaires du département de l'Orne

### Gares en service dans l'Orne
| Nom                         | Localisation                       | Année d'ouverture | Ligne(s)                             | Services                                                                                    | Image |
| --------------------------- | ---------------------------------- | ----------------- | ------------------------------------ | ------------------------------------------------------------------------------------------- | ----- |
| L'Aigle                     | 48° 45′ 59″ nord, 0° 37′ 15″ est   | 1866              | Saint-Cyr - Surdon                   | Intercités Normandie TER Basse-Normandie TER Haute-Normandie                                |       |
| Alençon                     | 48° 26′ 02″ nord, 0° 05′ 56″ est   | 1856              | Le Mans - Mézidon                    | Intercités Normandie TER Basse-Normandie TER Pays de la Loire Fret SNCF                     |       |
| Argentan                    | 48° 44′ 19″ nord, 0° 01′ 32″ ouest | 1858              | Le Mans - Mézidon                    | Intercités Normandie TER Basse-Normandie TER Haute-Normandie TER Pays de la Loire Fret SNCF |       |
| Bretoncelles (halte)        | 48° 25′ 58″ nord, 0° 53′ 32″ est   |                   | Paris - Brest                        | TER Centre-Val de Loire TER Pays de la Loire Fret SNCF                                      |       |
| Briouze                     | 48° 42′ 07″ nord, 0° 22′ 06″ ouest | 1866              | Argentan - Granville                 | Intercités Normandie TER Basse-Normandie TER Haute-Normandie                                |       |
| Condé-sur-Huisne (halte)    | 48° 23′ 02″ nord, 0° 50′ 56″ est   |                   | Paris - Brest                        | TER Centre-Val de Loire TER Pays de la Loire Fret SNCF                                      |       |
| Écouché (halte)             | 48° 42′ 53″ nord, 0° 07′ 34″ ouest | 1866              | Argentan - Granville                 | TER Basse-Normandie TER Haute-Normandie                                                     |       |
| Flers                       | 48° 44′ 40″ nord, 0° 34′ 24″ ouest | 1866              | Argentan - Granville                 | Intercités Normandie TER Basse-Normandie TER Haute-Normandie                                |       |
| Le Theil - La Rouge (halte) | 48° 16′ 01″ nord, 0° 41′ 39″ est   |                   | Paris - Brest                        | TER Centre-Val de Loire TER Pays de la Loire Fret SNCF                                      |       |
| Le Merlerault (halte)       | 48° 42′ 09″ nord, 0° 17′ 01″ est   | 1867              | Saint-Cyr - Surdon                   | TER Basse-Normandie TER Haute-Normandie                                                     |       |
| Nonant-le-Pin (halte)       | 48° 42′ 14″ nord, 0° 13′ 11″ est   | 1867              | Saint-Cyr - Surdon                   | TER Basse-Normandie TER Haute-Normandie                                                     |       |
| Rai - Aube (halte)          | 48° 44′ 37″ nord, 0° 33′ 12″ est   | 1867              | Saint-Cyr - Surdon                   | TER Basse-Normandie TER Haute-Normandie                                                     |       |
| Sainte-Gauburge (halte)     | 48° 43′ 01″ nord, 0° 25′ 37″ est   | 1867              | Saint-Cyr - Surdon                   | TER Basse-Normandie TER Haute-Normandie                                                     |       |
| Sées                        | 48° 36′ 00″ nord, 0° 09′ 58″ est   | 1858              | Le Mans - Mézidon                    | Intercités Normandie TER Basse-Normandie TER Pays de la Loire Fret SNCF                     |       |
| Surdon                      | 48° 39′ 57″ nord, 0° 07′ 56″ est   | 1858              | Le Mans - Mézidon Saint-Cyr - Surdon | Intercités Normandie TER Basse-Normandie TER Haute-Normandie TER Pays de la Loire Fret SNCF |       |

### Gares fermées ou désaffectées dans l'Orne
| Nom                          | Localisation                    | Ouverture | Fermeture | Ligne(s)                                              | Destination actuelle          | Image    |
| ---------------------------- | ------------------------------- | --------- | --------- | ----------------------------------------------------- | ----------------------------- | -------- |
| Bagnoles-de-l'Orne           |                                 | 1881      | 1992      |                                                       |                               |          |
| Berjou                       |                                 | 1868      |           | Caen - Cerisy-Belle-Étoile Falaise - Berjou           |                               |          |
| Bellou-en-Houlme             |                                 |           |           | Argentan - Granville                                  |                               |          |
| Caligny                      |                                 | 1868      |           | Caen - Cerisy-Belle-Étoile Falaise - Berjou           |                               |          |
| Cerisi-Belle-Étoile (halte)  |                                 | 1867      |           | Ligne Argentan - Granville Caen - Cerisy-Belle-Étoile |                               |          |
| Couterne                     |                                 | 1881      |           | Briouze - Couterne Alençon - Domfront                 | Pharmacie                     |          |
| La Ferté-Macé                |                                 | 1869      | 1992      | Briouze - Couterne                                    | Service administratif         |          |
| Fromentel                    | proximité du lieu-dit Fromentel |           |           | Argentan - Granville                                  |                               |          |
| Igé (halte)                  |                                 |           |           |                                                       |                               |          |
| Lonlay-le-Tesson (halte)     |                                 | 1869      | 1992      |                                                       |                               |          |
| Ménil-Hubert - Pont d'Ouilly |                                 | 1874      | 1938      | Falaise - Berjou                                      |                               |          |
| Ménil-Vin                    |                                 | 1874      |           | Falaise - Berjou                                      |                               |          |
| Messei                       |                                 |           |           | Argentan - Granville                                  |                               |          |
| Montsecret - Vassy           |                                 |           |           | Argentan - Granville                                  |                               |          |
| Pont-Érambourg               |                                 | 1868      | 1970      | Caen - Cerisy-Belle-Étoile                            | Dépôt-musée de Pont-Érambourg | tnothumb |
| Saint-Bômer - Champsecret    |                                 |           |           | La Chapelle-Anthenaise - Flers                        |                               |          |
| Saint-Denis-sur-Huisne       |                                 |           |           |                                                       |                               |          |